# Aaron Wan-Bissaka
Aaron Wan-Bissaka (Croydon, 26 novembre 1997) è un calciatore inglese, difensore del West Ham Utd.

## Caratteristiche tecniche
Nato come ala, è stato in seguito spostato a giocare come terzino destro. Giocatore tecnico ma anche molto tattico, fa del tackle e dell'anticipo le sue qualità migliori.

## Carriera

### Club
Giovanili e crescita al Crystal Palace
Cresciuto nelle giovanili del Crystal Palace, ha esordito in prima squadra il 25 febbraio 2018 in occasione del match perso contro il Tottenham (0-1). Nella stagione 2018-2019 si afferma come titolare, facendosi notare come uno dei migliori prospetti nel suo ruolo.
Il passaggio record al Manchester United
Il 29 giugno 2019 viene ufficializzato il suo passaggio al Manchester Utd, con cui firma un contratto di cinque anni più opzione per un ulteriore anno; secondo fonti giornalistiche, il costo del trasferimento sarebbe pari a 45 milioni di sterline più 5 milioni di bonus, per un esborso potenziale di 50 milioni di sterline (circa 55 milioni di euro). Con queste cifre viene definito come il terzino destro più pagato di sempre nel 2019.
Il 19 febbraio 2019 effettua il suo esordio con la maglia dei red devils nella partita contro il Southampton. Conclude la sua prima stagione con 35 presenze e 4 assist in Premier League. Il 17 ottobre 2020 realizza il suo primo goal nella trasferta vincente contro il Newcastle, sul risultato finale di 1-4 e raggiunge le 50 presenze con la maglia del Manchester United. Il 2 gennaio 2021 torna al goal nella disfatta del Southampton, sconfitto dai red devils sul risultato netto di 9-0, registrando la vittoria più larga in casa della storia in Premier League.  Termina la sua seconda annata, la migliore fino ad ora, con 35 presenze seguite da 2 goal e 4 assist in Premier League.
Le difficoltà subentrano nelle due stagioni successive per Wan-Bissaka, sebbene le sue prestazioni difensive siano considerate discrete, ad essere criticata è la sua propensione offensiva ritenuta non sufficiente all'Old Trafford. L'8 aprile 2023 sbaglia un goal a porta vuota contro l'Everton, dove sono arrivate critiche dai media e dai tifosi.  Complice qualche infortunio di troppo e le aspettative enormi nei suoi confronti , la sua esperienza con il Manchester United viaggia verso la fine. Dopo 5 anni con la maglia dei red devils, saluta il club inglese con 190 presenze seguite da 2 goal e 13 assist in tutte le competizioni.
Un nuovo inizio al West Ham
Il 13 agosto 2024 viene acquistato a titolo definitivo dal West Ham Utd. Il 25 novembre 2024 torna al goal in Premier League, nella vittoria in trasferta contro il Newcastle sul risultato di 0-2.

### Nazionale
Dopo aver collezionato una presenza con la nazionale Under-20 congolese nel 2015, dal 2018 ha rappresentato prima la nazionale Under-20 inglese e poi quella Under-21. Con quest'ultima ha partecipato al campionato europeo di categoria nel 2019.

## Statistiche

### Presenze e reti nei club
Statistiche aggiornate al 25 Aprile 2024.
| Stagione              | Squadra               | Campionato            | Campionato | Campionato | Coppe nazionali | Coppe nazionali | Coppe nazionali | Coppe continentali | Coppe continentali | Coppe continentali | Altre coppe | Altre coppe | Altre coppe | Totale | Totale | Totale |
| Stagione              | Squadra               | Comp                  | Pres       | Reti       | Comp            | Pres            | Reti            | Comp               | Pres               | Reti               | Comp        | Pres        | Reti        | Pres   | Reti   |        |
| --------------------- | --------------------- | --------------------- | ---------- | ---------- | --------------- | --------------- | --------------- | ------------------ | ------------------ | ------------------ | ----------- | ----------- | ----------- | ------ | ------ | ------ |
| 2017-2018             | Crystal Palace        | PL                    | 7          | 0          | FACup+CdL       | 0+0             | 0               | -                  | -                  | -                  | -           | -           | -           | 7      | 0      |        |
| 2018-2019             | Crystal Palace        | PL                    | 35         | 0          | FACup+CdL       | 1+3             | 0               | -                  | -                  | -                  | -           | -           | -           | 39     | 0      |        |
| Totale Crystal Palace | Totale Crystal Palace | Totale Crystal Palace | 42         | 0          |                 | 4               | 0               |                    | -                  | -                  |             | -           | -           | 46     | 0      |        |
| 2019-2020             | Manchester Utd        | PL                    | 35         | 0          | FACup+CdL       | 2+4             | 0               | UEL                | 5                  | 0                  | -           | -           | -           | 46     | 0      |        |
| 2020-2021             | Manchester Utd        | PL                    | 34         | 2          | FACup+CdL       | 3+2             | 0               | UCL+UEL            | 6+9                | 0                  | -           | -           | -           | 54     | 2      |        |
| 2021-2022             | Manchester Utd        | PL                    | 20         | 0          | FACup+CdL       | 0               | 0               | UCL                | 6                  | 0                  | -           | -           | -           | 26     | 0      |        |
| 2022-2023             | Manchester Utd        | PL                    | 19         | 0          | FACup+CdL       | 4+5             | 0+0             | UEL                | 6                  | 0                  | -           | -           | -           | 34     | 0      |        |
| 2023-2024             | Manchester Utd        | PL                    | 17         | 0          | FACup+CdL       | 3+1             | 0+0             | UCL                | 3                  | 0                  | -           | -           | -           | 24     | 0      |        |
| Totale Manchester Utd | Totale Manchester Utd | Totale Manchester Utd | 125        | 2          |                 | 24              | 0               |                    | 35                 | 0                  |             | -           | -           | 184    | 2      |        |
| 2024-2025             | West Ham Utd          | PL                    | 0          | 0          | FACup+CdL       | 0+0             | 0               | -                  | -                  | -                  | -           | -           | -           | 0      | 0      |        |
| Totale carriera       | Totale carriera       | Totale carriera       | 167        | 2          |                 | 28              | 0               |                    | 35                 | 0                  |             | -           | -           | 230    | 2      |        |

## Palmarès

### Club
- Coppa di Lega inglese: 1

Manchester Utd: 2022-2023
- Coppa d'Inghilterra: 1

Manchester Utd: 2023-2024

### Individuale
- Squadra della stagione della UEFA Europa League: 1

2020-2021